# Agilo (Heermeister)
Agilo war ein hochrangiger römischer Militär der Spätantike. Unter den Kaisern Constantius II. und Julian hatte er Mitte des 4. Jahrhunderts n. Chr. als Heermeister (magister militum) eines der höchsten militärischen Ämter inne.

## Leben

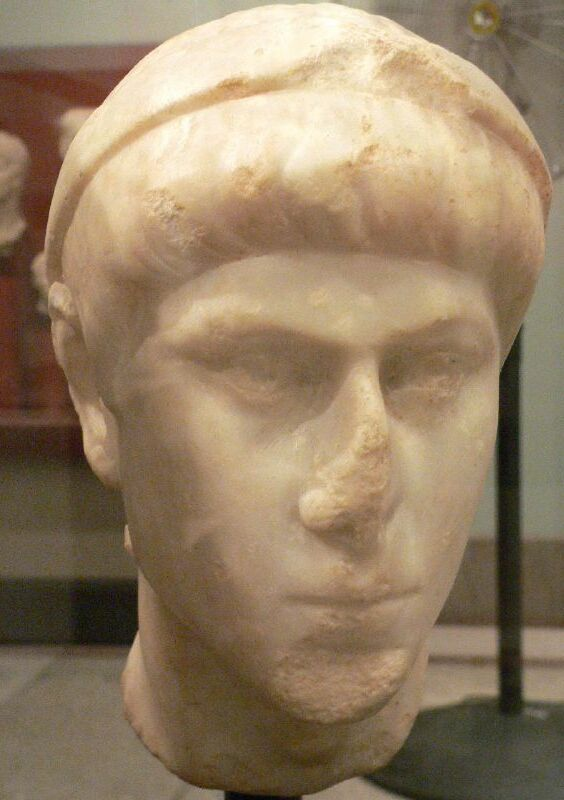
Büste Constantius’ II., Kaiser 337–361

Agilo war ein gebürtiger Alamanne. Wann er ins römische Heer aufgenommen wurde, ist nicht bekannt. Im Jahr 354 diente er jedenfalls bereits in einer relativ hohen Funktion, als Tribunus stabuli (Tribun des kaiserlichen Stalls) bei einem Feldzug des Constantius gegen die Alamannen an der Rheingrenze. Hier geriet er – wohl aufgrund seiner Herkunft – zusammen mit Latinus und Scudilo unter Verdacht, kriegswichtige Geheimnisse an die Alamannen verraten zu haben. Sein hohes Ansehen bewahrte ihn aber offenbar vor weiteren Vorwürfen. Danach begegnet er erst 359 wieder in den Quellen, diesmal in der Funktion eines Tribunus gentilium et scutariorum (Tribun der Gentilen und Scutarii). Als Nachfolger des Ursicinus wurde er im selben Jahr direkt zum Heermeister der Infanterie (magister peditum) ernannt, ein ungewöhnlicher Karrieresprung, den Agilo wohl der besonderen Wertschätzung des Constantius verdankte.
In dieser Funktion sicherte er 361 gemeinsam mit seinem Kollegen im Heermeisteramt, Arbitio, die Ostgrenze des Reiches gegen die persischen Sassaniden. Die Feldherren schätzten die Lage zunächst als gefährlich ein und baten um Verstärkung, schließlich zog sich der persische König Schapur II. jedoch zurück, woraufhin auch die römischen Truppen von der Grenze abgezogen wurden. Zur gleichen Zeit war im Westen des Reiches der bisherige Caesar (Unterkaiser) Julian zum Augustus ausgerufen worden. Eine Verständigung mit Constantius über die Aufteilung von Macht und Kaisertiteln war gescheitert; es drohte daher ein Bürgerkrieg. In dieser Situation schickte Constantius Agilo und Arbitio mit ihren Truppen in den Westen. Der Bürgerkrieg wurde jedoch dadurch abgewendet, dass Constantius II. am 3. November 361 unerwartet an einer Krankheit starb.
Agilo, der eben noch beinahe gegen Julian gekämpft hätte, wechselte nach Constantius’ Tod rasch die Seiten. Julian, der neue Alleinherrscher, wusste das zu nutzen: Die Stadt Aquileia hielt die Nachricht vom Tod des Constantius für einen Trick Julians und hielt dem toten Kaiser weiterhin die Treue, sodass Julian den angesehenen Feldherrn Agilo dorthin schickte. Die Belagerung konnte erst beendet werden, als dieser unter Eid versicherte, dass Constantius tatsächlich tot sei. Erst dann wurden die Tore geöffnet und die angeblichen Anstifter des Widerstands ausgeliefert. Anschließend ernannte Julian Agilo zu einem der Richter bei den Prozessen, die in Chalcedon gegen mutmaßliche Gegner des neuen Kaisers angestrengt wurden. Damit war Agilo mitverantwortlich für die Hinrichtung und Verbannung zahlreicher ehemaliger Würdenträger des Constantius, darunter nicht nur unbeliebte Höflinge wie der Kämmerer Eusebius oder der brutale Notar Paulus „die Kette“, sondern auch hohe Beamte, deren Verurteilung umstritten war. Bald darauf – wohl 362 – trat er in den Ruhestand. Sein Nachfolger im Heermeisteramt wurde Victor.
Julian starb 363 auf einem Persienfeldzug. Zwei Jahre später ließ sich sein Verwandter Procopius, der sich auf seine Verbindung zur nach Julians Tod abgelösten konstantinischen Dynastie stützte, zum Kaiser ausrufen. Dem Usurpator gelang es, Agilo, den früheren Heermeister seiner Verwandten, gemeinsam mit dessen früheren Kollegen Gomoarius auf seine Seite zu ziehen. Sie wurden erneut zu Heermeistern berufen. Das hohe Ansehen, das Agilo offenbar auch unter Procopius genoss, nutzte er unter anderem, um Araxius, dem Vater seiner Frau, einem früheren Freund Kaiser Julians und des Redners Libanios, der schon in den 350er Jahren hohe Stellungen innegehabt hatte, endlich zu einer Prätorianerpräfektur zu verhelfen. Im Bürgerkrieg gegen den legitimen Kaiser Valens verriet Agilo jedoch 366 den Procopius, indem er mit seinen Truppen zu Valens überlief. Damit besiegelte er den Untergang des Procopius, der die Schlacht von Thyatira verlor, nach einer gescheiterten Flucht bei Nakoleia gefangen genommen und ohne weitere Verzögerung enthauptet wurde. Agilo wurde daraufhin offenbar rehabilitiert. Sein Schwiegervater Araxius dagegen wurde für seine Beteiligung am Aufstand verhaftet, jedoch auf die Fürsprache Agilos hin nicht hingerichtet, sondern auf eine Insel verbannt.
Über Agilos weitere Tätigkeiten und seinen Tod ist nichts bekannt.